# Jane A. Rogers
Jane A. Rogers (* 6. April 1960 in Minneapolis, Minnesota) ist eine US-amerikanische Schauspielerin.

## Leben & Karriere
Nach Beendigung der Hopkins Lindbergh High School in Minnetonka gab Jane A. Rogers 1983 ihr Filmdebüt in Purple Haze. Ein Jahr später spielte sie eine kleine Rolle in der erfolgreichen Serie Falcon Crest. Doch ihren ersten großen Erfolg hatte sie erst 1988 als Heather Donnelly in der Seifenoper California Clan. Für diese Rolle gewann Rogers 1990 den Soap Opera Digest Award. Von 1990 bis 1992 spielte sie die Julie Delorean in Reich und Schön. Danach trat sie in zahlreichen Fernsehproduktionen als Gaststar auf.
Seit 1998 ist Jane A. Rogers mit dem Schauspieler Daniel Rojo verheiratet. Das Paar hat ein gemeinsames Kind.

## Filmografie
- 1982: Purple Haze
- 1984: Falcon Crest (Fernsehserie, drei Folgen)
- 1985: A Death in California (Zweiteiler, eine Folge)
- 1985: Unter der Sonne Kaliforniens (Knots Landing, Fernsehserie, eine Folge)
- 1986: T.J. Hooker (Fernsehserie, eine Folge)
- 1986: The Redd Foxx Show (Fernsehserie, eine Folge)
- 1988–1989: California Clan (Santa Barbara, Fernsehserie, 166 Folgen)
- 1990–1992: Reich und Schön (The Bold And The Beautiful, Fernsehserie)
- 1993, 1996: Renegade – Gnadenlose Jagd (Renegade, Fernsehserie, zwei Folgen)
- 1994: Das Objekt der Begierde (Object of Obsession)
- 1994: Ein Mountie in Chicago (Due South, Fernsehserie, eine Folge)
- 1995: Dream On (Fernsehserie, eine Folge)
- 1995: Ein Lockvogel für den Mörder (Indecent Behavior III)
- 1996: Hot Line (Fernsehserie, eine Folge)
- 1996: Wing Commander IV: The Price of Freedom (VS, Stimme)
- 1996: The Colony (Fernsehfilm)
- 1996: Palm Beach-Duo (Silk Stalkings, Fernsehserie, eine Folge)
- 1996: Eraser – Turnabout (VS)
- 1997: Knots Landing: Back to the Cul-de-Sac (Miniserie, eine Folge)
- 1997: Beverly Hills, 90210 (Fernsehserie, zwei Folgen)
- 1997–1998: General Hospital (Fernsehserie)
- 2001: Eine himmlische Familie (7th Heaven, Fernsehserie, fünf Folgen)
- 2001: Philly (Fernsehserie, eine Folge)
- 2002: New York Cops – NYPD Blue (NYPD Blue, Fernsehserie, eine Folge)
- 2006: Close to Home (Fernsehserie, eine Folge)